# Mohren Biererlebniswelt

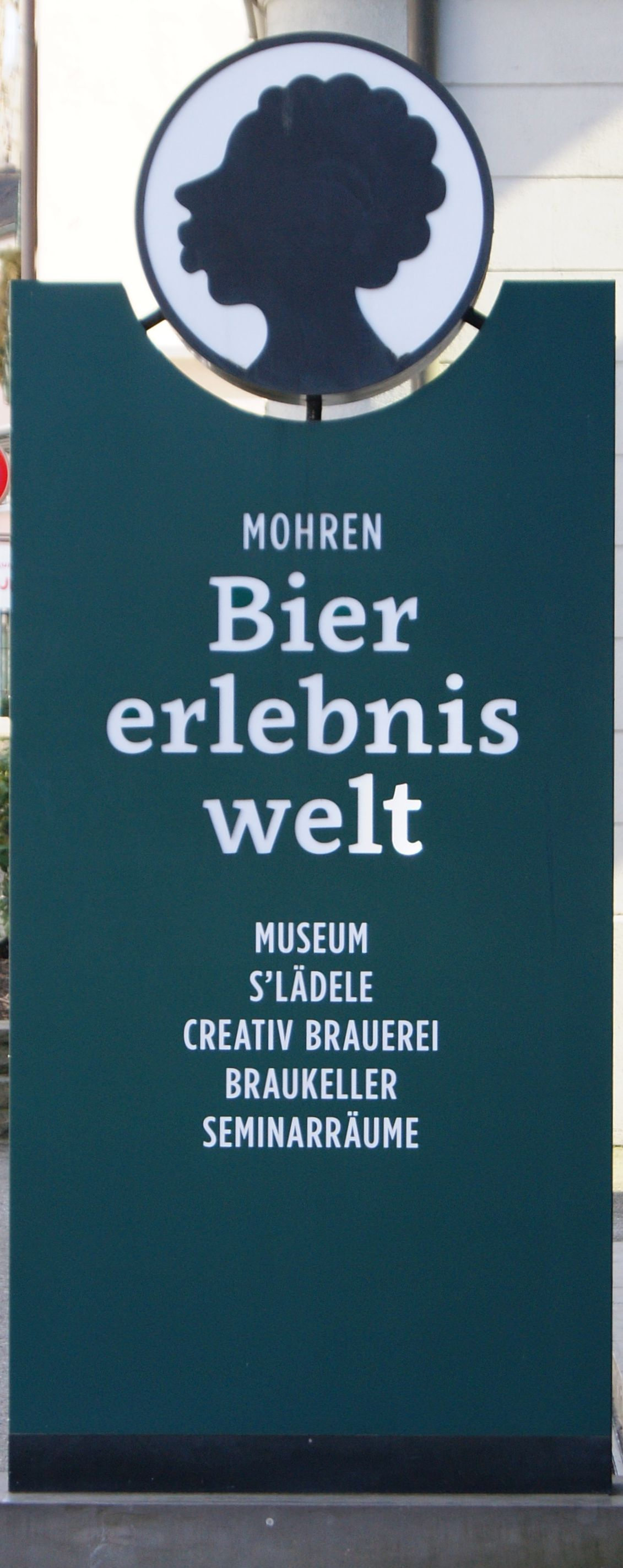
Werbeschild vor dem Museum in Dornbirn

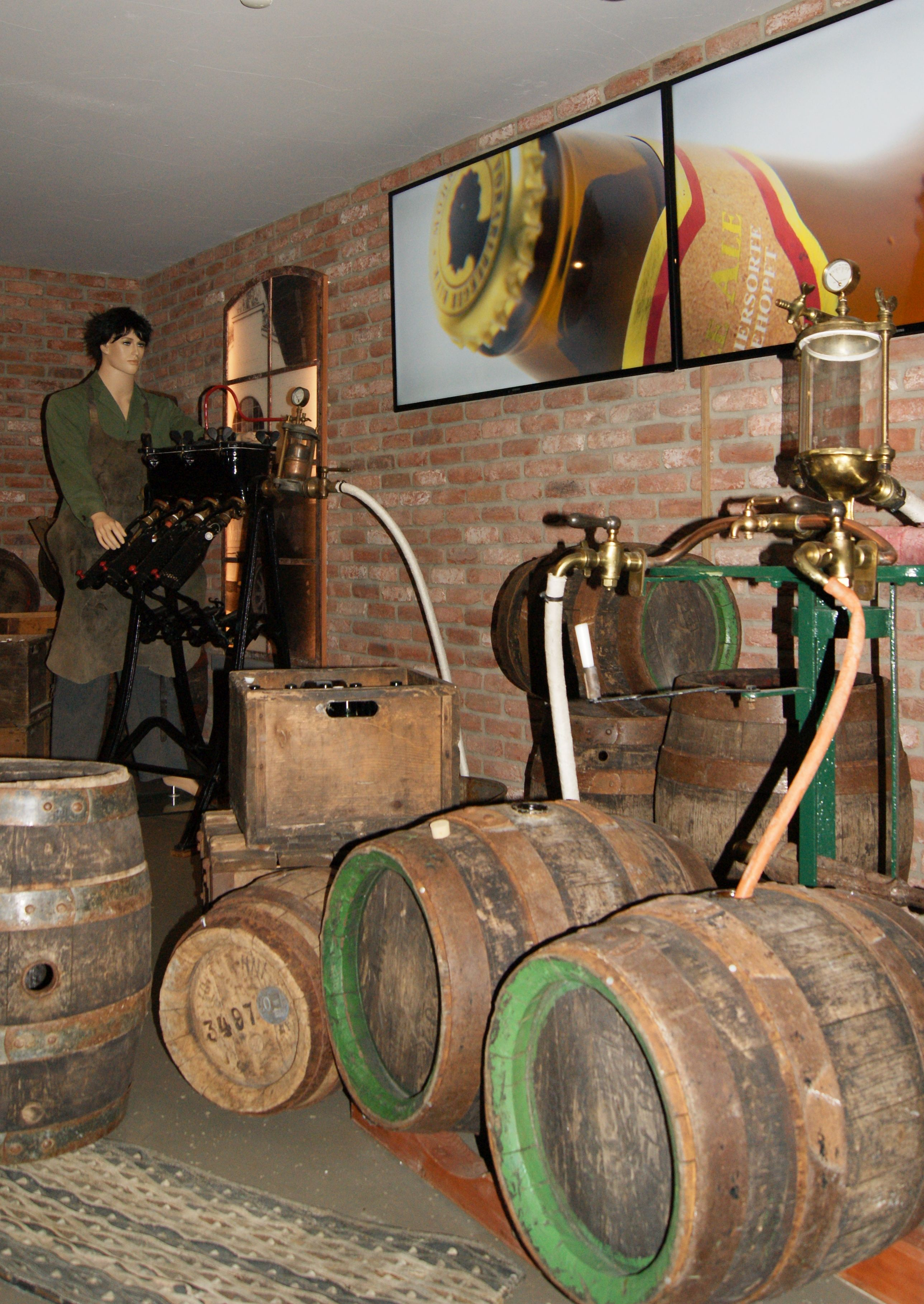
Bierkeller mit Flaschenabfüllung im Museum

Die  Mohren Biererlebniswelt ist ein Biermuseum in Dornbirn, und das einzige Biermuseum in dieser Form und Größe in Vorarlberg, Österreich.
Das Museum wurde nach eineinhalb Jahren Bauzeit am 22. Oktober 2016 eröffnet und erstreckt sich über vier Etagen und eine Fläche von 700 Quadratmetern mit etwa 1000 Ausstellungsobjekten.

## Ausstellung / Sammlung
Die Ausstellung stellt vor allem die Geschichte des Bierbrauens in Vorarlberg interaktiv und multimedial dar sowie die unterschiedliche Herstellung von Bier in einem weiten historischen Kontext über rund 3000 Jahre. In der Ausstellung sind Originale, Modelle und alte Gebrauchswerkzeuge im Zusammenhang mit dem Bierbrauen zu sehen, so z. B. Sammlungen von Bierfässern und Flaschen, Gläsern, Werbemuster und vieles mehr. Ergänzt werden diese Ausstellungsstücke durch Videos über den Brauhergang und es kann der Besucher seinen eigenen Bierstil ermitteln uvam.
Zentrales Ausstellungsstück ist eine historische Brauanlage aus der Satteinser Gasthausbrauerei Schäfle, die aus dem 19. Jahrhundert stammt und bis 1917 in Betrieb war. Diese Anlage wurde für das Museum restauriert und zeigt den Weg von den Grundstoffen über die Fertigungsmethode, Lagerung des Biers bis zum Gasthaus.
Das Ausstellungskonzept stammt von der Mohrenbrauerei und von der Fa. Vogel Audiovision aus Linz, welche vor allem im Multimedialen Bereich beratend tätig und verantwortlich war. Die Architektur und das Baumanagement wurde von DI Valentin Tschikof (Hämmerle Tschikof GmbH) in Dornbirn ausgeführt, die Farbgestaltung erfolgte durch Monika Heiss, Farbe & Design, aus Thaur. Die Umsetzung des Museumskonzepts hat rund 1,8 Millionen Euro gekostet. Die Ausstellung ist zweisprachig, Deutsch und Englisch, angelegt.
Der Ausstellungsrundgang beginnt im dritten Obergeschoß und endet im Kellergeschoß. Das Museum ist Donnerstag bis Sonntag geöffnet. Sachkundige Gruppenführungen sind möglich.

## Name
Das Museum,  Mohren Biererlebniswelt, leitet den Namen von der gleichnamigen Brauerei ab (Mohrenbrauerei). Der Name selbst stammt von Josef Mohr, der in Dornbirn 1784 eine Gaststätte mit angeschlossener Brauerei betrieb, und er benannte das Haus „Zum Mohren“. Am 1. Mai 1834 übernahm Franz-Anton Huber diese Gaststätte samt der Brauerei und behielt den Namen bei. Die Sammlung der Familie Huber hat einen Umfang von etwa 10.000 Objekten, von denen ein Teil im Museum ausgestellt sind.

## Sonstiges
Ergänzend zum Museumsbetrieb wird ein Mohren Lädele (Shop) und eine Creativ Brauerei angeboten sowie Bierseminare und eine Ausbildung zum Biersommelier. 
Mittels eines Bierkonfigurators in der Ausstellung des Museums soll es möglich sein, für jede Person individuell das passende Bier aus 50 internationalen Biersorten herauszufinden.